# Nukleární zima

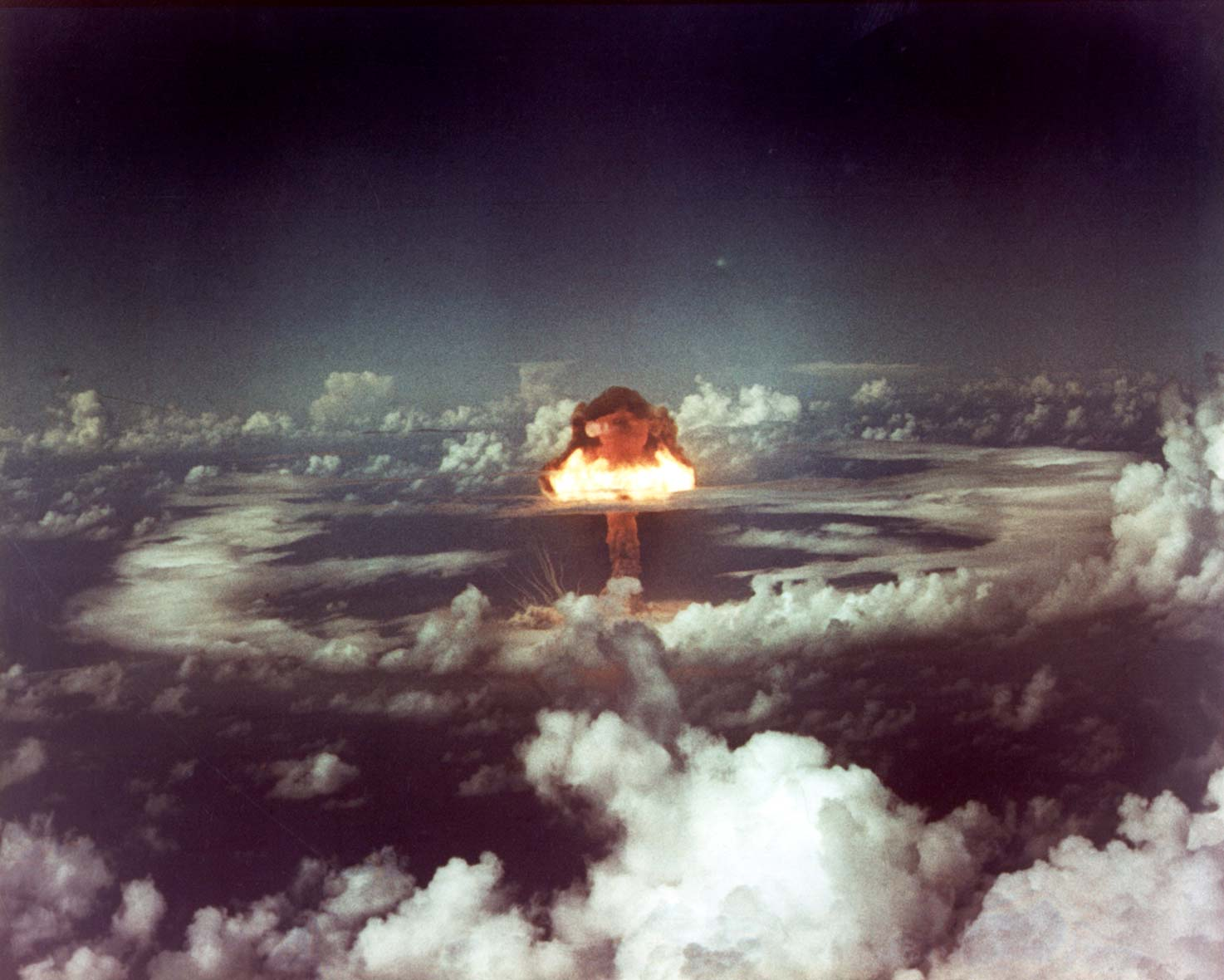
Jaderný výbuch je schopen vynést velké množství materiálu do značných výšek v atmosféře.

Nukleární zima je termín, který se využívá pro hypotetickou situaci, kdy dochází ke globální změně klimatu v důsledku jaderných výbuchů jaderné války. Je podobná dopadu asteroidu na planetu či obrovské sopečné erupci. Následkem velké exploze (či většího množství jaderných explozí) se do atmosféry dostane velké množství popela, úlomků a kouře, které by měly za následek pokles teplot a změny klimatu. Vlivem rychlé změny klimatu by došlo nejspíše k vymírání mnohých druhů, které by nebyly schopny se rychle přizpůsobit novým teplotám (a radioaktivnímu prostředí).

## Vznik nukleární zimy

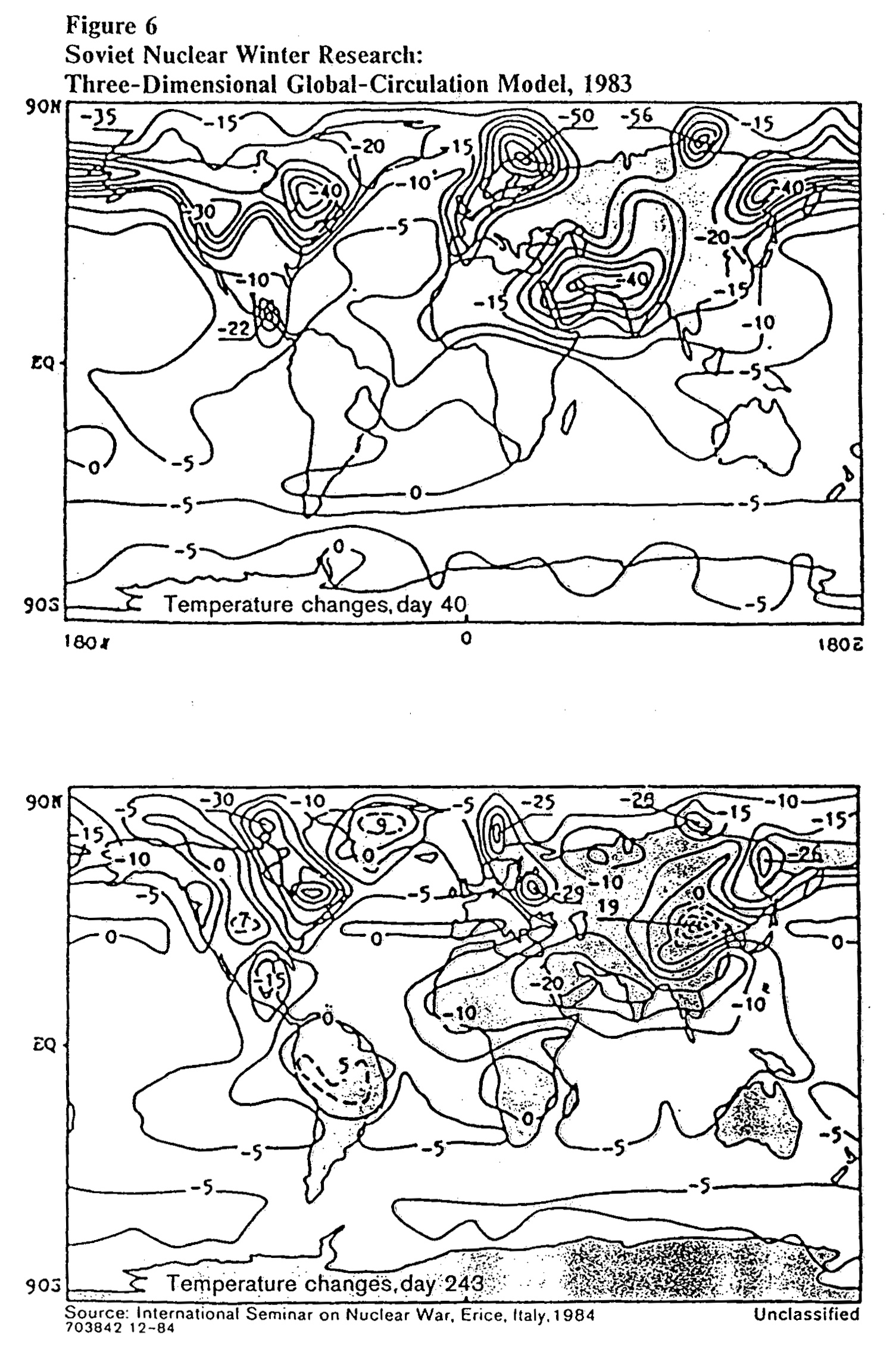
Model ochlazení z 80. let 20. století. Model počítal s použitím 5 Gt z 10400 jaderných zbraní.

Při explozi je do atmosféry vymrštěno velké množství aerosolu, který následně brání průchodu slunečních paprsků na zemský povrch, což má za následek, že se teplo odráží již ve stratosféře, či troposféře a nedopadá na zemský povrch. Zmenšený příkon energie od Slunce má za následek ochlazování planety. Předpokládá se, že částice by mohly v atmosféře setrvávat několik měsíců až let. V případě jaderné války by bylo největší množství aerosolu soustředěno mezi 30° a 60° rovnoběžku severní šířky, jelikož v této oblasti se nachází většina strategických cílů (největší počet měst).
Podle studie z roku 2019 by při použití arzenálu USA a Ruska došlo k ochlazení o necelých 10 °C a návrat k teplotnímu normálu by proběhl po zhruba deseti letech.
Mořské řasy mohou být zdrojem potravy.

## Hořící vrty v Kuvajtu
Jiným příkladem, který není nukleární zimou, je uvolnění hmoty do atmosféry, která ovlivní teplotu na zemském povrchu. Během první války v Zálivu zapálila ustupující vojska Iráku 526 kuvajtských ropných vrtů, což mělo za následek únik obrovského množství kouře, skleníkových plynů a aerosolu do atmosféry v prostorově omezené oblasti, následné modelace ukázaly, že teplota v oblasti klesla přibližně o 10 °C ve vzdálenosti 200 km od místa požárů. Další důsledky (v podobě kyselých dešťů) byly zaznamenány až do vzdálenosti 1 000 až 2 000 km.